# Telechiu
Telechiu (węg. Mezőtelki) – wieś w Rumunii, w okręgu Bihor, w gminie Țețchea. W 2011 roku liczyła 823 mieszkańców.